# Manfred Stern
Manfred Stern (1896 – 18. února 1954) byl židovský komunista rakousko-uherského původu, důstojník sovětské vojenské zpravodajské služby, pracovník Kominterny a jeden z velitelů interbrigád ve španělské občanské válce.

## Život
Narodil se jako Mojše Stern v lednu 1896 ve vsi Voloka v tehdejší rakousko-uherské Bukovině (v 21. století v Černovické oblasti Ukrajiny) jako druhý syn chudého židovského rolníka, měl jedenáct sourozenců. Vystudoval gymnázium v Černovicích a byl přijat na lékařskou fakultu univerzity ve Vídni. Roku 1914 byl odveden do rakousko-uherské armády, sloužil jako poddůstojník, později důstojník. Roku 1916 upadl do ruského zajetí a byl odeslán do zajateckého tábora na Sibiři.
Po říjnové revoluci vstoupil do Rudé armády, bojoval na Sibiři a v Mongolsku, začátkem roku 1920 byl raněn, vstoupil do ruské komunistické strany, v letech 1921–1923 studoval ve Frunzeho vojenské akademii. Poté sloužil v sovětské vojenské rozvědce. Roku 1921 a 1923 byl vyslán do Německa jako vojenský odborník, pracoval ve vojenských strukturách Komunistické strany Německa, účastnil se povstání v Hamburku. Roku 1924 se vrátil do Sovětského svazu ke službě v Rudé armádě. Paralelně působil v Profinterně (mezinárodní federaci komunistických odborů).
Roku 1929 byl vyslán do USA pod pseudonymem Mark Zilbert jako rezident vojenské rozvědky. Ve Spojených státech zorganizoval síť informátorů a agentů, která získávala informace o americké vojenské technice. Koncem roku 1932 byl přeložen do čínské Šanghaje, kde pracoval v Dálněvýchodním byru Kominterny jako hlavní vojenský poradce ÚV KS Číny, do Šanghaje přijel až roku 1933, zůstal zde do podzimu 1934. Poté se vrátil do Moskvy, působil v sekretariátu Kominterny, i nadále se zabýval čínskými záležitostmi.
V září 1936 byl Kominternou vyslán do Španělska, s doklady na jméno Emilio Kléber, Kanaďan rakousko-uherského původu. Začátkem listopadu 1936 byl jmenován velitelem 11. interbrigády (první z interbrigád působících ve španělské občanské válce. V listopadu–prosinci 1936 se jeho brigáda podílela na obraně Madridu před útokem frankistických vojsk. V západním tisku byl oslavován jako „zachránce Madridu“. Roku 1937 byl odvolán do Sovětského svazu, k dispozici Kominterně.
Roku 1938 byl v Moskvě zatčen a v květnu 1939 odsouzen k 15 letům vězením za údajnou „kontrarevoluční činnost“. Zemřel v únoru 1954 v Ozerlagu (v Irkutské oblasti).
Jeho bratry byli ředitel Institutu vojenské historie v Postupimi Volf Stern (1897–1961) a historik Leo Stern (1901–1982), rektor Univerzity Martina Luthera v Halle.